# Adevărul de seară
Adevărul de seară este o rețea de cotidiene gratuite din România, deținută de trustul de presă Adevărul Holding.
A fost lansată la data de 17 octombrie 2008, având inițial, un tiraj total de aproximativ 250.000 de exemplare, fiind încă de la început cotidianul cu cel mai mare tiraj la nivel național.
În mai 2010, rețeaua Adevărul de seară avea 36 de ediții locale, care apăreau în reședințele de județ, era distribuită în 51 de orașe și avea un tiraj total de 532.000 de exemplare pe zi.